# Die goldene Peitsche
Die goldene Peitsche (OT: Kentucky) ist ein US-amerikanischer Liebesfilm von David Butler im Stile von Romeo und Julia aus dem Jahr 1938. Der Technicolor-Farbfilm handelt von einer Familienfehde im Umfeld des Pferderennens in Kentucky. Die Fehde hat ihren Ursprung in der Zeit des Sezessionskriegs.

## Handlung
Während des Sezessionskriegs verweigert der Pferdezüchter Thad Goodwin dem Hauptmann John Dillon und seinen Soldaten der Union die Konfiszierung seiner preisgekrönten Pferde. Er wird daraufhin von Dillon getötet. Sein jüngster Sohn Peter weint, als die Armee mit den Pferden weiterzieht.
75 Jahre später ist Peter ein mürrischer alter Mann, der immer noch auf der Farm lebt. Zusammen mit seiner Nichte Sally zieht er weiterhin Pferde groß. Johns Enkel Jack Dillon und Sally Goodwin lernen sich kennen, ohne jedoch von dem Zwist ihrer beiden Familien zu wissen. Die Familie gerät in Schwierigkeiten, als Peters Spekulationsblase auf Baumwolle platzt und er fast sein gesamtes Vermögen verliert. Die Goodwins sind gezwungen, fast alle Pferde zu verkaufen. Jack, dessen preisgekröntes Rennpferd „Bessie’s Boy“ erkrankt, bietet daraufhin Sally seine Dienste als Trainer an.
Die Goodwins verlieren schließlich die Farm, doch Mr Dillon versucht die Taten seines Vaters wieder gutzumachen. Er bietet Sally ein zwei Jahre altes Pferd aus seiner Zucht an. Jack trainiert das von Sally ausgesuchte Pferd „Blue Grass“, während seine Familie selbst das Rennpferd „Postman“ antreten lässt. Als Peter dahinterkommt, dass es sich bei Jack um den Urenkel von John handelt, versucht er das Rennen zu verhindern. Schließlich gewinnt jedoch Blue Grass in einem Kopf-an-Kopf-Rennen gegen Postman. Peter stirbt jedoch noch während der Siegeszeremonie. Bei seinem Begräbnis ist es ein Mitglied der Familie Dillon, das die Trauerrede hält und damit eine 75-jährige Familienfehde beendet.

## Hintergrund
Walter Brennan gewann für seine schauspielerische Leistung bei der Oscarverleihung 1939 einen Oscar für die Beste Nebenrolle. Es handelte sich dabei um seinen zweiten Oscar. Den ersten erhielt er 1937 für Nimm, was du kriegen kannst. 1940 folgte sein dritter Academy Award für eine Nebenrolle in dem Film Der Westerner.
1945 sendete das Lux Radio Theater eine Sechzig-Minuten-Hörspielversion des Films, bei der Brennan in seiner alten Rolle auftrat.